# Alexandre Tansman
Alexandre Tansman, né le 11 juin 1897 à Łódź (Pologne) sous le patronyme Tancman et mort le 15 novembre 1986 à Paris, est un pianiste et compositeur franco-polonais.

## Biographie

### Formation
Alexandre Tansman est né à Łódź le 11 juin 1897, dans une famille de la grande bourgeoisie juive, de Mosze Tansman (1868–1908) et Anna Gurwicz (1866–1935). Tansman est l'auteur d'une œuvre monumentale comportant plus de 300 opus, parmi lesquels une trentaine directement inspirés de la tradition juive.
Il commence le piano très jeune et, dès ses huit ans, se met à composer des miniatures sous l'inspiration de Chopin et Grieg. Après des études en numerus clausus au conservatoire de Łódź, avec Wojciech Gawroński (pl) notamment, où il étudie piano, harmonie et contrepoint (1902–1914), il part pour Varsovie, où il mène de front des études de droit, de philosophie et de musique (1915–1918), se perfectionnant en contrepoint, forme et composition avec Piotr Rytel (pl) (1884-1970). Tansman fait exécuter sa Sérénade symphonique à tout juste vingt ans. En 1919, il se présente sous trois pseudonymes au concours de composition national et remporte les trois premiers prix,, avec Impression, Préludium en si majeur et Romance. Déçu de son accueil par les critiques, qui jugeaient son chromatisme et sa polytonalité caractéristiques trop audacieux et n'espérant aucune carrière dans son pays, il installe à Paris fin 1919 et il est joué tout au long des années 1920 et 1930.

### Début de carrière

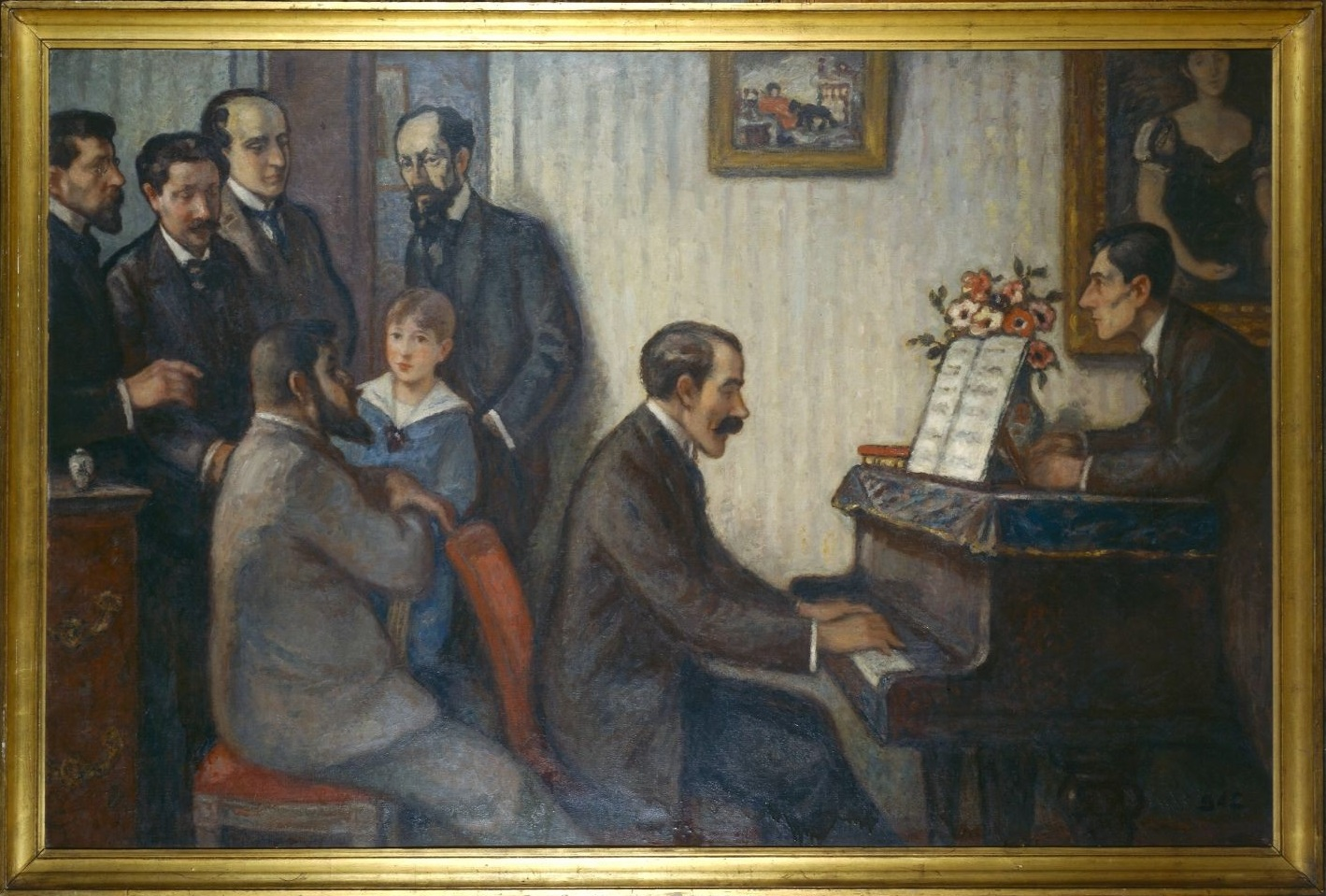
Réunion de musiciens chez les Godebski, toile par Georges d'Espagnat (1910). Au piano Ricardo Viñes déchiffrant une partition posée sur le pupitre ; à droite, Maurice Ravel observe les autres musiciens invités et l'hôte, Cipa Godebski sur sa chaise, et debout, de gauche à droite, Florent Schmitt, Déodat de Séverac, le critique Michel Dimitri Calvocoressi et Albert Roussel derrière le petit Jean Godebski en costume marin.

Sa carrière musicale est le fruit d’une rencontre avec Maurice Ravel lors d'un dîner chez le décorateur Georges Mouveau, qui l’introduit dans les meilleurs salons — les « Rencontres du Lundi » de Roland-Manuel, chez Clémenceau et surtout chez les Godebski — auprès de son éditeur, Eschig, et le présente à nombre d’interprètes. Il fait rapidement partie de la vie musicale parisienne. Il se lie d’amitié avec les musiciens du groupe des Six dont Milhaud et fréquente Bartók, Gershwin, Honegger, Prokofiev, Roussel, Schönberg, Stravinsky, etc. Il fait partie de l’École de Paris, avec le Hongrois Tibor Harsányi, le Roumain Marcel Mihalovici, le Tchèque Bohuslav Martinů et le Russe Alexandre Tcherepnine. Il fait ses débuts en avril 1920 au piano, avec son Album polski et accompagne Margot Berson, violoniste juive polonaise.

« Tout ce que j'entendais comme musique était neuf pour moi. Le contact avec Debussy, Ravel, Stravinski m'a produit un choc prodigieux, tout en confirmant que mon langage, qui, intuitivement procédait des mêmes recherches, n'était pas celui d'un fumiste, mais une chose dans l'air. »

— Alexandre Tansman, Regards en arrière.
| Dates     | Lieux                           |
| --------- | ------------------------------- |
| 1927-1928 | première tournée aux États-Unis |
| 1929-1930 | seconde séjour aux États-Unis   |
| 1931      | Pologne                         |
| 1932-1933 | tour du monde                   |

Tansman est l’un de ces créateurs polonais dont l’art est effectivement entré dans la composition de la vie artistique mondiale en « conquérant l'estime générale par ses œuvres symphoniques, sa musique de chambre, ses concertos de piano, ses ballets […] ». C’est Tansman qui, à côté de Szymanowski étant plus âgé de quinze ans de lui, était le premier créateur qui a lié la musique polonaise à un nouveau langage et à l’esthétique du XXe siècle. Tansman a dépassé de manière plus conséquente que Szymanowski la poétique du son du XIXe siècle et les modèles allemands.

Tansman, Paris 1932.

En 1927 et 1928, il effectue un séjour aux États-Unis, où il crée son second Concerto pour piano, dédié à Charlie Chaplin, sous la baguette de Serge Koussevitzky à Boston, mais dirige également lui-même. Les commandes se multiplient, ainsi que les tournées américaines ou en Europe, avec Koussevitzky, Mitropoulos, Golschmann, Monteux, Mengelberg, Toscanini, Serafin, Stokowski.
Très cosmopolite et parlant sept langues, il entreprend un tour du monde en 1932-1933 et s'intéresse tant à l'Extrême-Orient (Huit poésies japonaises, 1919), à la musique balinaise, chinoise, qu'au Blues (Trois Préludes en forme de Blues) et au jazz (Sonatine transatlantique, 1930). Lors de cette tournée, passant par l'Inde, il rencontre Gandhi et au Japon se produit pour l'empereur. En 1937, veuf de sa première épouse Anna, il épouse Colette Cras, pianiste, fille du contre-amiral et compositeur Jean Cras (1908 –1953). Le 1er juin 1938, un décret signé par le président de la République française, Albert Lebrun, lui confère la nationalité française ; comme l'était devenu deux ans plus tôt Igor Stravinsky et comme le devient l'année suivante Bruno Walter.

### Exil américain
Sa carrière est nettement divisée par la Seconde Guerre mondiale : en raison de l'antisémitisme, il est contraint avec sa famille, de se réfugier à Nice jusqu'en août 1941. Il parvient à s'exiler aux États-Unis grâce à un comité organisé par Chaplin, Toscanini, Koussevitzky, Stokowski, Mitropoulos et Golschmann. Dès son arrivée, il reçoit la « Elizabeth Sprague Coolidge Medal for Eminent Services to Chamber Music » pour sa 4e Sonate pour piano. Il y résidera jusqu’en avril 1946. Durant ces presque cinq ans d’exil, il écrit plusieurs musiques de films, et surtout de nombreuses œuvres importantes, dont trois symphonies. Il multiplie les tournées, dirigeant et jouant dans les villes les plus importantes. Sa musique est très jouée et appréciée, jusqu'à paraître de nos jours dans une position surprenante : 
| « One of the leading composers of his time, he is among the first ten in the list of contemporary composers whose works are most performed on concert programs today. — Hollywood Citizen-News (en), 1941. » |  |  | « L'un des principaux compositeurs de son temps, il figure parmi les dix premiers de la liste des compositeurs contemporains dont les œuvres sont aujourd'hui les plus jouées dans les programmes de concerts. — Hollywood Citizen-News, 1941. » |

### Après guerre
De retour d'exil des États-Unis, il se fixe définitivement en France, tout en poursuivant une brillante carrière européenne. En France, le philosophe français Vladimir Jankélévitch est un admirateur et un ami fidèle de Tansman. En 1967, la S.A.C.E.M lui décerne le prix Hector Berlioz. Vers la fin des années 1970, il est de moins en moins joué en France, en raison peut-être de son langage musical, certes moderne et savant, mais aussi luxuriant, à une époque où apparaît le minimalisme et taxé à tort de néoclassicisme. En 1977, il est élu membre de la classe des Beaux-Arts de l’Académie Royale de Belgique, en remplacement de Dmitri Chostakovitch. La France le nomme Commandeur des Arts et des lettres en 1986 ; en Pologne, il reçoit la médaille du Mérite de la Culture et il est nommé post mortem, « Docteur honoris causa de l’Académie Musicale de Łódź ».
L'héritage artistique de Tansman comporte plus de 300 œuvres pour les formations instrumentales et vocales les plus diverses, parmi lesquelles 7 opéras, 11 ballets, 6 oratorios, 80 partitions orchestrales (dont 9 Symphonies), de nombreuses œuvres de musique de chambre, 8 Quatuors à cordes, 8 Concerti pour tous les instruments, une centaine de pages pour le piano, de nombreuses musiques de scène et de la musique de film, beaucoup d’œuvres à l'intention des enfants.
« On ne peut pas effacer de sa vie les années d’enfance et de jeunesse, les traditions culturelles, la mémoire du milieu dans lequel on a grandi », déclare Alexandre Tansman dans l’interview qu’il a accordé à Janusz Cegiella. Il le termine par les mots suivants : « Volens nolens, ma musique est-elle connue en Pologne ou non, j’appartiens à la culture polonaise ». Je pourrais, à vrai dire, terminer ici et, me basant sur cette citation constater que l’œuvre créatrice de Tansman n’appartient qu’aux Polonais. Il a cependant déclaré dans la phrase suivante : « Je suis citoyen français et je suis redevable à la France de mon évolution créatrice, de ma vie intime ainsi que de ma réputation internationale ».
On le redécouvre depuis peu, notamment grâce à l'abondante discographie de son œuvre.
Depuis 1996, dans sa ville natale de Łódź, l'Association pour la Promotion de la Culture (sous la direction artistique de Andrzej Wendland) organise tous les deux ans un prestigieux concours international de musique et un festival portant son nom.
Alexandre Tansman meurt le 15 novembre 1986. Il est inhumé au cimetière Sud de Saint-Mandé (division 18), à Paris.

## Distinctions
- 1941 – Médaille Coolidge
- 1977 – Membre de l'Académie Royale des Beaux-Arts de Belgique.
- 1983 – Médaille polonaise du mérite culturel.
- 1986 – Commandeur de l'Ordre des Arts et des Lettres.
- À titre posthume – « Docteur honoris causa » par l'Académie Musicale de Łódź.

## Œuvre
Alexandre Tansman « rencontre une large audience dans ses deux patries d'adoption ». Son vaste catalogue comprend plusieurs centaines de partitions, dont « un grand nombre de qualité ». Il aborde presque tous les genres musicaux, où il reste associé cependant au piano et l'orchestre : neuf symphonies, avec celle pour orchestre de chambre (de 1917-1960), vingt-et-un concertos, sept opéras, un oratorio, trois cantates, onze ballets, huit quatuors à cordes (1917 à 1957), de la musique de chambre pour une variété d'instruments, ainsi que de la musique de film.
Tansman a des références diverses propres à son époque et son style fait voisiner tonalité, atonalisme et polytonalité. Avant de trouver un style très personnel, rapidement, il est dans les années 1920, influencé par le coloriste Ravel et l'esthétique néoclassique de Stravinsky, dont il partage « la rigueur, le dépouillement et l'éclectisme » et également par Darius Milhaud lorsqu'il fait référence à divers folklores ou à l'influence du jazz. Ses origines hébraïques et polonaises ont aussi trouvé une large place, par la musique instrumentale (Rhapsodie hébraïque, 1938) ou vocale (Isaïe le prophète, 1950) et les hommages à Chopin, à la polonaise (1924) ou par ses mazurka (1918-1932). Dès ses années de formation, il ressent un attrait pour l'Orient (Mélodies japonaises). Tansman cultivait l'éclectisme et aimait reprendre le bon mot de Ravel : « un compositeur qui résiste aux influences devrait changer de profession ».

« À la lecture des partitions de Tansman, on reste confondu par un incroyable potentiel d'écriture qu'il sut utiliser à merveille, surtout grâce à une grande logique de la forme, avec une recherche d'une simplicité et d'une limpidité extrêmes du discours tout en utilisant les dernières conquêtes de l'harmonie. »

— Erik Kocevar.
Une partie des partitions des œuvres de Alexandre Tansman est éditée par les Éditions Billaudot.

### Piano
La réputation de l'œuvre pour piano de Tansman s'est fondée sur les « charmants recueils Pour les enfants » (1934, en quatre albums) au détriment de « ses trois sonates et admirables Préludes […] ». Son œuvre pour piano est d'un tout autre poids que ces seules enfantines et marquée par le temps long de sa carrière : « Il y a, dans les années vingt, un aventurier de l'harmonie, qui taille avec d'autres son sentier dans la forêt vierge polytonale et débusque toutes sortes d'accords barbares, de complexes agrégats que les critiques de l'époque ont vite appelés « tansmaniens » […]. Il y a ensuite l'amoureux du jazz, un musicien bien de son temps, qui s'est grisé de syncopes, de rythme déhanchés, d'accents déplacés, d'ostinatos frénétiques, d'harmonie « bleues » […]. Il y a un Tansman polonais tels […] ses recueils de Mazurkas [qui] représentent avec [celles] de Szymanowski le seul véritable écho de Chopin dans notre siècle […]. Enfin il y a le musicien grave, et parfois même austère, de la Quatrième Sonate, des trois Ballades — surtout des Intermezzi, sans doute le sommet de son œuvre pour piano. […] Quiconque reçoit ce message fraternel, mêlé d'angoisse et d'espérance, n'en peut être que bouleversé ».
- Sonate no 1 (1915)
- Album Polski suite (1915-1916)
- Variations et Fugue sur un Thème Slave (1917)
- Mazurkas (1915-1928 : 1er recueil ; pub. 1929) « à Albert Roussel ». Création, New York, Carnegie Hall, le 17 décembre 1929 par le compositeur.
- Huit Nocturnes (1922)
- Sonatine « à Mieczysław Horszowski » (1923)
- Vingt Pièces Faciles sur des Mélodies Populaires Polonaises à Ignacy Paderewski (1924)
- Sonata rustica « à Maurice Ravel » (1925 ; pub. Universal Edition) Création, Salle Pleyel janvier 1926, par le compositeur ; puis à Vienne, Los Angeles et Varsovie ; elle fut aussi interprétée par Henryk Sztompka (pl) et José Iturbi.
- Sonate no 2 à Arthur Rubinstein (1928)
- Suite dans le style ancien à Karol Szreter (1929)
- Berceuse (1929) Quatrième des huit pièces en hommage collectif à Albert Roussel pour le soixantième anniversaire du musicien et publié par Henry Prunières ; Figurent Maurice Delage, Francis Poulenc, Darius Milhaud entre autres.
- Sonatine transatlantique (1930)
- Mazurkas (1932 : 2e recueil)
- Sonate no 3 à Arthur Rubinstein (1932)
- Troisième Sonatine « à Walter Spies en souvenir de Bali » (Puerto de Soller à Majorque, août et septembre 1933)
- Le Tour du monde en miniature (juin–octobre 1933 ; pub. 1934 chez Eschig) Création à la BBC en 1934, par le compositeur.
- Cinq Impressions (octobre-novembre 1934 ; pub. 1935 Eschig) Dédié à Malvina et Max Chelminski.
- Novelettes, 8 pièces (pub. 1936 chez Eschig)
- Trois Préludes en forme de Blues, Pour Bernard Laberge, impresario, critique et producteur canadien (1937 ; pub. Eschig) Création en 1937 à San Francisco, par le compositeur.
- Intermezzi (1939-1940 ; pub. 1944, recueils 3 et 4 et 1948, recueils 1 et 2, par Associated Music Publishers, pour Eschig)
- Mazurkas (1941 : 3e, 4e recueil)
- Trois Ballades (février-mars 1941 ; pub. Associated Music Publishers 1942)
- Sonate no 4 à Elizabeth Sprague Coolidge (1941)
- Six études de virtuosité (1941 ; pub. posth. Eschig)
- Prélude et Toccata (1943 ; pub. posth. Eschig)
- Four Piano Moods (1944 ; pub. 1946 Delka, Los Angeles) Dédié au peintre Russe Eugène Berman, également émigré.
- Four Impressions (avril 1945 ; pub. 1950 Leeds Music corporation)
- Eight Cantilenas « à Artur Rubinstein » (1949 ; pub. 1950 Leeds Music corporation)
- Quatre Nocturnes « à Igor Stravinsky pour le 18 juin 1952 » (mars 1952 ; pub. Universal) À l'occasion du soixante-dixième anniversaire de Stravinsky.
- Suite variée (1953 ; pub. 1955 Universal)
- Sonate no 5 à la mémoire de Béla Bartók (1955)
- Notturno intermezzo pour « Chip » Marcel Mihalovici (1961)
- Hommage à Arthur Rubinstein (février-mars 1973 ; Eschig) Écrit pour le premier Concours international de piano Arthur-Rubinstein à Tel Aviv en 1974.
- L'Oiseau qui n'existe pas pour Claude Aveline (1978)
- Album d'amis, neuf miniatures (1980 ; pub. 1982 Eschig)

- Sonate pour 2 pianos (1940)

### Guitare
- Mazurka « à Andrés Segovia » (1925)
- Cavatina « à Andrés Segovia » (1950)
- Pièce en forme de Passacaille « à Andrés Segovia, l’unique » (septembre 1953 ; pub. 2003, Ancona) Création, Łódź, le 17 novembre 2002, par Frédéric Zigante.
- 5 Inventions (hommage à Bach), pour Andrés Segovia.
I. Passepied, II. Sarabande, III. Sicilienne, IV. Toccata à deux voix, V. Aria.
- Trois Pièces « à Andrés Segovia » (1954)
- Invenzione, Notturno romantico e Segovia (1957)
- Suite pour guitare (1958)
- Danza Pomposa « à Andrés Segovia » (1961)
- Suite in modo polonico (1962)
- Ballade. Hommage à Chopin (1965)
- Hommage à Chopin (1966)
- Pezzo in modo antico per chitarra (1970)
- Variations sur un Thème de Scriabine (1972)
- Deux chansons populaires (1978)
- Hommage à Lech Wałęsa (1982)

### Musique de chambre
La musique de chambre de Tansman montre dans ses premières œuvres une influence double de Ravel et Stravinsky, tant par le matériel thématique que la variété rythmique, un sentiment commun à l'époque, plus qu'une influence directe. La tendance est aussi nationaliste dans quelques inflexions mélodiques par l'emploi du chant traditionnel polonais et caractérisée également par l'« atmosphère de rêverie qui rappelle ses origines Juives ». Ensuite émerge « une personnalité audacieuse et vigoureuse avec un sens inné du lyrisme et de la romance [… le premier terme étant une des] caractéristiques saillantes ». Son huitième Quatuor à cordes (1956) est l'un des plus caractéristiques de son style : « Sa polyphonie offre une grande variété sous une écriture très fouillée ».
- Trio n°1 pour violon, violoncelle et piano (1915)
- Quatuor à cordes no 1 (1917)
- Romans pour violon et piano à Henryk Melcer (1918)
- Sonate n°2 pour violon et piano à Bronisław Huberman (1919)
- Poème pour violon et piano à Irena Dubiska (1921)
- Quatuor à cordes no 2 (1922)
- Danse de la sorcière pour piano, flûte, hautbois, clarinette, basson et cor (1923). Arrangement pour piano et quintette à vent d'après le ballet inachevé, Le Jardin de paradis[29]. Présenté également pour orchestre.
- Sonatine pour flûte et piano à Louis Fleury (1925)
- Quatuor à cordes no 3 (1925)
- Suite-Divertissement pour violon, alto, violoncelle et piano (1929)
- Cinq Pièces pour violon et piano (1930)
- Sonate n°2 pour violoncelle et piano à Maurice Maréchal (1930)
- Deux Pièces pour violoncelle et piano à Pablo Casals (1931)
- Septuor à Béla Bartók pour flûte, hautbois, clarinette, basson, trompette, alto et violoncelle (1932)
- Quatuor à cordes no 4 (1935)
- Deux Mouvements pour quatre violoncelles (1935)
- Trio no 2 pour violon, violoncelle et piano (1938)
- Quatuor à cordes n°5 (1940)
- Sextuor à cordes (1940)
- Sonatine n°2 pour violon et piano à Henri Temianka (1942)
- Quatuor à cordes no 6 (1944)
- Divertimento pour hautbois, clarinette, trompette, violoncelle et piano à Arnold Schönberg (1944)
- Quatuor à cordes no 7 - musique pour cordes (1947)
- Suite pour trio d'anches (1949)
- Tombeau de Chopin pour quintette à cordes (1949)
- Sonatine pour basson et piano à Gustave Dhérin (1952)
Les mouvements extrêmes sont rapides et « regorgent de l’amour que portait Tansman aux rythmes de jazz et aux fréquents changements des chiffrages de mesure (parfois chaque instrument joue dans un chiffrage de mesure qui lui est propre) […] »[30].
- Sonatina da camera pour flûte, violon, alto, violoncelle et harpe (1952)
- Partita pour violoncelle et piano à Gaspar Cassadó (1955)
- Quatuor à cordes n°8 (1956)
- Fantaisie pour violon et piano à Diane et André Gertler (1963)
- Trois Pièces pour clarinette, harpe et quatour à cordes (1970)
- Suite in modo polonico pour harpe et guitare à Andrés Segovia et à Nicanor Zabaleta (1976)
- Musique à six pour clarinette, quatuor à cordes et piano (1977)
- Musique pour clarinette et quatuor à cordes à Jerry D. Pierce (1982)

### Musique symphonique
- Sérénade pour orchestre (1916)
- Symphonie n°1 à Tadeusz Mazurkiewicz (1917-1925) Création à Boston le 18 mars 1927.
- Impressions pour orchestre à Vladimir Golschmann (1920)
- La Danse de la Sorcière à Roland-Manuel (1923) Création à Bruxelles, le 5 mai 1924.
- Scherzo sinfonico à Serge Koussevitzky (1923)
- Sinfonietta no 1 (1924) Création à Paris, le 23 mars 1925.
- Symphonie no 2 à Serge Koussevitzky (1926) Créé à Boston par son dédicataire.
- Ouverture symphonique (1927) Création, Pars le 3 février 1927.
- Suite de « La nuit Kurde » (1927) Créé à New York, par Willem Mengelberg.
- Esquisse à mon ami Alban Berg (1927)
- Toccata à Pierre Monteux (1928-1929)
- Suite dans le style ancien, pour petit orchestre (1929)
- Symphonie n°3 - Symphonie concertante à Sa Majesté la Reine Elisabeth de Belgique (1931)
- Quatre Danses Polonaises à Rhené-Baton (1931) Crée à New York, par Arturo Toscanini
- Deux Pièces à Arturo Toscanini (1934)
- Symphonie no 4 (1939)
- Rhapsodie Polonaise aux défenseurs de Varsovie (1940)
- Symphonie no 5 « à Paul Kletzki » (1942) Création à Baltimore le 2 février 1943.
- Symphonie no 6 « in memoriam » avec chœur (1943) Dédiée à la mémoire de ceux qui sont tombés pour la France. Création par Roger Désormière.
- Divertimento à Arnold Schönberg (1944)
- Symphonie no 7 « Lyrique » à Vera et Igor Stravinsky (1944) Création à Saint-Louis le 24 octobre 1947.
- Musique pour orchestre - Symphonie no 8 à Franz André (1948)
- Sinfonia piccola (1951-1952) Création au Théâtre des Champs-Élysées les 22 et 23 novembre 1952, l'Orchestre des concerts du Conservatoire sous la direction d'André Cluytens.
- Capriccio (1954)
- Concerto pour orchestre à Darius Milhaud (1954)
- Suite Baroque à Sa Majesté la Reine Elisabeth de Belgique (1958)
- Symphonie de Chambre (1960)
- Six Études (1962)
- Quatre Mouvements à mes amis Vladimir et Lulu Jankélévitch (1968)
- Hommage a Érasme de Rotterdam (1968-1969)
- Stèle in memoriam Igor Stravinsky (1972)
- Élégie à la mémoire de Darius Milhaud (1975)
- Sinfonietta n°2 (1978)
- Les Dix Commandements à la mémoire de mon ami Salvador de Madariaga (1978-1979)

#### Orchestre à cordes
- Triptyque « à Elizabeth Sprague Coolidge » (1930)
- Partita (1933)
- Variations sur un thème de Frescobaldi (1937)
- Musique pour cordes (1947)
- Tombeau de Chopin (1949)
- Six Mouvements à Pierre Capdevielle (1962-1963)

#### Concertantes

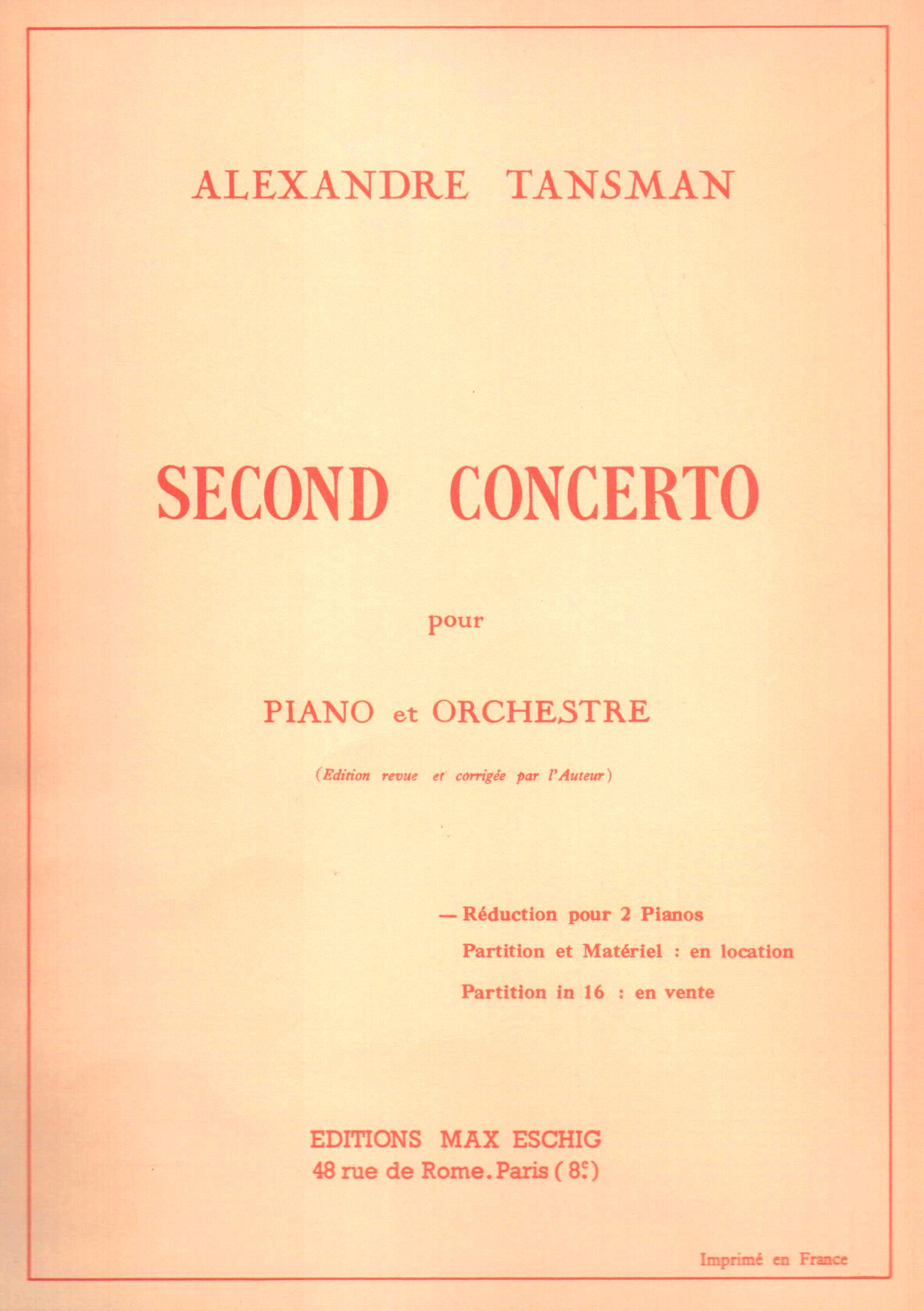
Alexandre Tansman, Second Concerto pour piano (1927), page de couverture.

- Concerto pour piano no 1 pour piano et orchestre à Édouard Ganche (1925) Création, Paris le 27 mai 1926 par le compositeur.
- Concerto no 2 pour piano et orchestre « à Charlie Chaplin » (1926) Création à Boston, le 28 décembre 1927 par le compositeur et l'orchestre symphonique sous la direction de Serge Koussevitzky.
- Suite pour deux pianos et orchestre à Robert Schmitz (1928) Création, Paris le 16 novembre 1930.
- Cinq Pièces pour violon et orchestre à Joseph Szigeti (1930)
- Concertino pour piano et orchestre à José Iturbi (1931)
- Fantaisie pour violoncelle et orchestre à Gregor Piatigorsky (1936)
- Concerto pour alto et orchestre pour Charles Foidart (1936-1937)
- Concerto pour violon et orchestre pour Jacqueline Salomons (1937)
- Fantaisie pour violon et orchestre (1937)
- Pièce concertante (Konzertstück) pour Paul Wittgenstein pour piano main gauche et orchestre (1943)
- Concertino pour guitare et orchestre à Andrés Segovia (1945)
- Concertino pour hautbois, clarinette et orchestre (1952)
- Hommage à Manuel de Falla pour guitare et orchestre à Andrés Segovia (1954)
- Concerto pour clarinette et orchestre à Louis Cahuzac (1957)
- Musique de cour pour guitare et orchestre à Andrés Segovia (1960)
- Concerto pour violoncelle et orchestre à Charles Reneau (1963)
- Suite concertante pour hautbois et orchestre (1966)
- Concertino pour flûte et orchestre (1968)
- Musique pour harpe et orchestre à Nicanor Zabaleta (1981)

### Ballets
- Le Jardin du paradis, d'après un conte de Hans Christian Andersen (1922)
- Sextuor, d'après une novelle d'Alexandre Arnoux (1923) chorégraphie Olga Preobrajenska.
- Lumières, argument d'André Cœuroy et G. Clarence (1927)
- Bric-à-Brac, argument d'Alexandre Arnoux (1935)
- La Grande Ville, à Kurt Jooss (1935, 1944)
- Les Habits Neufs du Roi, d'après Hans Christian Andersen (1958-1959)
- Résurrection, d'après Léon Tolstoï (1961-1962)

### Vocale
Dans l’immense production de Tansman, la musique vocale ou chorale n'occupe qu'une part réduite du corpus.

#### Voix et orchestre
- Huit mélodies japonaises à Maria Freund (1918)
- Six Songs, textes de la Princesse Nadejda de Bragança (1934)
- Ponctuation Française, poèmes de Charles Oulmont (1946)
- Quatre Sonnets de Shakespeare (1955)
- Apostrophe à Zion, cantate pour chœur et orchestre (1977)
- Huit Stèles de Victor Segalen, pour chant et orchestre de chambre. « à Maria Sartova » (1979)

#### Musique chorale religieuse
- Kol-Nidrei (1945)
- Deux Chants Religieux Anciens Polonais (1945)
- Ma Tovu (1946)
- Quatre Prières /Psaumes de David/ (1951)

#### Oratorios
- Isaïe le Prophète, oratorio symphonique pour ténor, chœur et orchestre (1949-1950) « À Colette », son épouse Colette Cras. Composé pour commémorer les 6 millions de Juifs assassinés et pour la création de l'État d'Israël. Création à la radio en 1951, par le chœur et l'orchestre de la RTF, sous la direction du compositeur. Durée env. 43 min.
- Prologue et Cantate (1957)
- Psaumes à Salvador de Madariaga (1960-1961)
- Apostrophe à Zion (1976-1971)

#### Opéras, opéra-comiques
- La Nuit Kurde, en un prologue et 3 actes. Livret de Jean-Richard Bloch (1926–1927) Création en 1927, à la radio.
- La Toison d'Or, opéra-bouffe. Livret de Salvador de Madariaga (1939) Création, Paris, 13 avril 1947.
- Le roi qui jouait le fou, texte de René Laporte (1948)
- Le Serment, d'après Balzac (1954) Création à Paris sous la direction d'André Cluytens, puis à La Monnaie à Bruxelles, en mars 1955.
« L'action se situe dans un château pendant les guerres de Napoléon : sous les yeux de sa femme, le comte fait murer le placard où se cache un prisonnier sur parole »[23].
- Sabbataï Zévi, le faux Messie, fresque lyrique en un prologue et 4 actes. Livret de Nathan Bistritzky (1957-1958). Création, Paris, 3 mars 1961.
L'action se déroulant au XVIIe siècle, met en scène un faux Messie qui finalement se convertit[23].
- L’Usignolo di Boboli, livret de Mario Labroca (1963)
- Georges Dandin ou l mari confondu, comédie en trois actes d'après Molière (1973-1974) Création, Sarlat-la-Canéda, 25 juillet 1974.
- La Comédie sur le pont.
« Petit opéra-comique plein d'esprit qui évoque les démêlés entre deux sentinelles gardant un pont et des personnages qui cherche à le franchir »[23].

### Musiques de film
- 1932 : Poil de Carotte (dir. Julien Duvivier)
- 1934 : La Châtelaine du Liban (dir. Jean Epstein)
- 1942 : Flesh and Fantasy (dir. Julien Duvivier)
- 1945 : Paris Underground (dir. Gregory Ratoff) Nommé aux Oscars pour la meilleure partition de film.
- 1946 : Sister Kenny (dir. Dudley Nichols)

## Écrits
- « Karol Szymanowski » La Revue musicale no 7, 1er mai 1922, p. 97-109
- « George Gershwin, in memoriam » La Revue musicale no 190, 1937, p. 223-224
- « Souvenirs » [sur M. Ravel] La Revue musicale, décembre 1938 (OCLC 843353804)
- Igor Stravinsky, Paris, Amiot-Dumont, coll. « Jeunesse de la Musique », 1948, 314 p. (BNF 31432366)
  - (en) Igor Stravinsky : the man and his music, New York, G. P. Putnam's Sons, 1949, xv–295 (OCLC 604657, lire en ligne)
- Une voie lyrique dans un siècle bouleversé : Textes réunis par Mireille Tansman-Zanuttini, préfacés et annotés par Gérald Hugon, Paris, L'Harmattan, 2005, 466 p. (ISBN 978-2-7475-9045-7, BNF 40049427)
- Regards en arrière, Itinéraire d'un musicien cosmopolite au XXe siècle : Cédric Segond-Genovesi (éd.) (avec la collaboration des filles du compositeur, Mireille Tansman Zanuttini et Marianne Tansman Martinozzi), Château-Gontier, Éditions Aedam Musicae, 2012, 527 p. (ISBN 978-2-919046-08-9, OCLC 840285411, BNF 43543914)Mémoires d'Alexandre Tansman.

### Correspondance
- Maurice Ravel, L'intégrale : Correspondance (1895-1937), écrits et entretiens : Édition établie, présentée et annotée par Manuel Cornejo, Paris, Le Passeur Éditeur, 2018, 1769 p. (ISBN 978-2-36890-577-7, BNF 45607052) Contient trois correspondances de Ravel à Tansman (1925) nos 1861, 1882, 1899 et une correspondance de Tansman à Ravel (1933) no 2453.
- Alexandre Tansman : un musicien entre deux guerres : correspondance Tansman - Ganche (1922-1941) édition préfacée, rassemblée et annotée par Ludovic Florin, L'Harmattan, Paris et 2018, 265p.  (OCLC 1057895919)

## Discographie

### Enregistrements de Tansman
- Mazurkas. Après leur création au Carnegie Hall de New York le 17 décembre 1929, Tansman enregistre le recueil la même année pour HMV.

### Autres enregistrements
- Isaïe le Prophète et Triptyque – Radio Filharmonisch Orkest, The Zimbler Sinfonietta, dir. Paul van Kempen (janvier 1955 et mars 1952, LP Philips / CBS-Epic Records LC 3298 / Forgotten Records FR690)[31],[32]

### Monographies
- Irving Schwerké, Alexandre Tansman, compositeur polonais, Paris, Éditions Max Eschig, 1931. Liste d'œuvres inédites et courte bibliographie.
- (pl) Janusz Cegiełła, Dziecko szczęścia : Aleksander Tansman i jego czasy [« L'enfant de la chance: Alexandre Tansman et son époque] »], Varsovie, Państwowy Instytut Wydawniczy, 1986.
- Gerald Hugon, Alexandre Tansman (1897-1986). Catalogue de l'œuvre, Paris, Éditions Max Eschig, 1995, 125 p. (OCLC 864133282).
- (pl) Marta Szoka (éd.), Aleksander Tansman. Życie i twórczość 1897-1985 : actes du colloque national [« Tansman, Vie et Œuvre »], Łódź, Akademia Muzyczna, 1997 (OCLC 749168643).
- Lionel Pons (avec la collaboration de Jean Alain Joubert et France-Yvonne Bril), Alexandre Tansman ou l'expression et l'équilibre, Montrem, Les Amis de la musique française, 2005.

### Articles et études
- (pl) Anna Granat-Janki, Forma w twórczości instrumentalnej Aleksandra Tansmana [La forme dans l'œuvre instrumentale d'Alexandre Tansman], Wrocław, Akademia Muzyczna, 1995.
- (pl) Andrzej Wendland, Gitara w twórczości Aleksandra Tansmana [La guitare dans les œuvres d'Alexandre Tansman], Łódź, Ars Longa Edition, 1996.
- Guy Sacre, La musique pour piano : dictionnaire des compositeurs et des œuvres, vol. II (J-Z), Paris, Robert Laffont, coll. « Bouquins », 1998, 2998 p. (ISBN 978-2-221-08566-0), « Tansman, Alexandre », p. 2783-2810.
- (pl) Janusz Cegiełła, Dziecko szczęścia. Aleksander Tansman i jego czasy [L'enfant de la chance: Alexandre Tansman et son époque], vol. 1-2, Łódź, 86 Press, 1996. Liste d'œuvres et bibliographie.
- Tadeusz Kaczyński, « Entre la Pologne et la France », dans Pierre Guillot (éd.), Hommage au compositeur Alexandre Tansman (1897-1986), Paris, Presses de l'Université de Paris-Sorbonne, 2000, 254 p. (ISBN 2-84050-175-9, ISSN 1275-2622)
- Gerald Hugon, « Présentation du compositeur et de son œuvre », dans Pierre Guillot (éd.), Hommage au compositeur Alexandre Tansman (1897-1986), Paris, Presses de l'Université de Paris-Sorbonne, 2000, 254 p. (ISBN 2-84050-175-9, ISSN 1275-2622), p. 20
- (pl) Wojciech Wendland, W 89 lat dookoła świata. Aleksander Tansman u źródeł kultury i tożsamości [« Le tour du monde en 89 ans : Alexandre Tansman à l'origine de la culture et de l'identité »], Łódź, Astra Editions, Aleksander Tansman Association for the Promotion of Culture, 2013.
- Remi Huppert, La partition de l'exil, roman historique, Paris, Éditions Michel de Maule, 2017.
- Marianne Tansman Martinozzi (avec la participation de Mireille Tansman Zanuttini et Antonin Vercellino), La Guitare dans la vie d'Alexandre Tansman, Lyon, Éditions Habanera, 2018 (BNF 45640439).
- Jean-Charles Hoffélé, « Alexandre Tansman, À la croisée des mondes », Classica,‎ octobre 2020, p. 50-54 (ISSN 1287-4329).
- Laure Triquet, « Alexandre Tansman, de l'exil à l'amour de la France », Euterpe, no 36,‎ avril 2021